# Digitaria humbertii
Digitaria humbertii är en gräsart som beskrevs av Aimée Antoinette Camus. Digitaria humbertii ingår i släktet fingerhirser, och familjen gräs. Inga underarter finns listade i Catalogue of Life.